# 영산 신씨
영산 신씨(靈山辛氏)는 경상남도 창녕군 영산면을 본관으로 하는 한국의 성씨이다.

## 시조
영산 신씨(靈山 辛氏) 시조 신경(辛鏡)은 송나라 8학사의 일원으로 고려에 東來하여, 1109년 10월 29일, 고려 개경 개성부 순덕왕후 사저에서 태어나신 고려高麗17대 국왕 인종仁宗(어린 나이로 왕위(王位)에 올라 선정(善政)을 베푸셨고, 음률(音律)과 서화(書畫)에 능(能)하셨음)께서 즉위하신 1122년5월15일이후,1138년(인종16년)에 문과에 급제하여 從一品 上 文官인 금자광록대부 문하시랑평장사(金紫光錄大夫 門下侍郞平章事)의 관직을 얻으시어 고려에 머무르시며, 경남 영산의 영취산이 중국의 영취산과 산세가 비슷하다 하시어 본관本貫을 慶尙南道 昌寧郡 靈山面에 자리하시고, 묻혀계신곳은 高麗 仁宗께서 계시던 개경이시다.
 포항에 있는 4세 신몽삼의 묘에 영주신지묘라고 되어 있는데, 《신씨성관고(辛氏姓貫考)》에서는 영주(寧州)는 중국에 없고, 우리나라 녕변(寧邊)의 옛 지명이라 하며,지금의 감숙성을 송나라때엔 영주(寧州)라고 불렀다.

## 역사
9세손 신천(辛蕆)이 1294년(충렬왕 20년) 과거에 급제하여 판밀직사사(判密直司事)에 이르렀고, 신천의 동생 신혁(辛革)은 도첨의찬성사(都僉議贊成事)가 되었다. 신혁의 손자 신예(辛裔)가 충목왕 때 취성부원군(鷲城府院君)의 칭호를 하사받았다. 공민왕 때 신예의 동생 신부(辛富)는 취산군(鷲山君)의 호를 받았으며, 신돈(辛旽)은 영도첨의사사(領都僉議使司)의 공직을 얻었다.
조선시대에 문과 급제자 50명, 공신 7명을 배출하였다. 신부의 손자인 신인손(辛引孫)이 세종 때 대제학에 오르고, 신인손의 아들 신석조(辛碩祖)는 세조 때 이조참판을 지냈다.

## 분파
- 8세 신지화(辛至和)
  - 9세 신천(辛蕆) → 덕재공파(德齋公派)
  - 9세 신혁(辛革) → 초당공파(草堂公派)
  - 9세 신온(辛蘊) → 부원군파(府院君派) → 영월 신씨(寧越 辛氏)
  - 9세 신한(辛  ) → 판서공파(判書公派) → 영월 신씨(寧越 辛氏)
- 8세 신공근(辛恭近)
  - 9세 신성렬(辛成烈) → 상장군공파(上將軍公派)

## 항렬자 (영산파)
| 27세     | 28세   | 29세     | 30세   | 31세     | 32세   | 33세   | 34세   | 35세     | 36세   | 37세     | 38세   | 39세     | 40세   | 41세     | 42세   |
| -------- | ------ | -------- | ------ | -------- | ------ | ------ | ------ | -------- | ------ | -------- | ------ | -------- | ------ | -------- | ------ |
| 口호(浩) | 동(東) | 口식(植) | 용(容) | 口기(基) | 종(鐘) | 원(源) | 병(柄) | 口환(煥) | 철(喆) | 口현(鉉) | 해(海) | 口치(致) | 석(錫) | 口한(漢) | 목(穆) |

## 인구
- 2000년 영산 신씨 83,798명 + 영월 신씨 67,489명 = 151,287명
- 2015년 영산 신씨 102,521명 + 영월 신씨 84,905명 = 187,426명
- 2020년 영산 신씨 102,631명 + 영월 신씨 85,100명 = 187,731명